# Aya Domenig
Aya Domenig (* 1972) ist eine japanisch-schweizerische Filmemacherin und Ethnologin.

## Leben
Aya Domenig wurde in Kameoka, Japan, geboren. Ihre Mutter ist Japanerin, ihr Vater ist Schweizer. 1976 übersiedelte die Familie in die Schweiz.
Ausbildung
Domenig besuchte ein Gymnasium in Zürich. Nach ihrem Schulabschluss studierte sie von 1992 bis 2000 an der Universität Zürich Ethnologie, Filmwissenschaften und Japanologie. Praktische Erfahrung sammelte Domenig durch Sprachaufenthalte in Paris und in Toyko am Sendagaya Japanese Institute. Des Weiteren ist sie seit 1995 als Übersetzerin und Dolmetscherin (deutsch-japanisch) tätig. Der Erhalt eines Stipendiums der japanischen Regierung ermöglichte ihr einen Studienaufenthalt an der Hitotsubashi-Universität in Tokyo.
Mit dem 37-minütigen Dokumentarfilm Oyakata (Der Lehrmeister) schloss sie 2001 ihr Studium ab. Der Film wurde an diversen internationalen Filmfestivals gezeigt und mit dem JVC Student Video Prize am 7th International Festival of Ethnographic Film in London ausgezeichnet.
Anschließend studierte sie von 2001 bis 2005 Filmregie an der Zürcher Hochschule der Künste (ZHdK). Ihr Kurzspielfilm Haru Ichiban (Frühlingssturm), den sie im Rahmen ihres Diploms drehte, wurde ebenfalls auf internationalen Filmfestivals präsentiert und mit dem Prix CinéCinéma ausgezeichnet.
Filmkarriere
Im Jahr 2001 untersuchte Domenig die Zeichentrickserie Heidi aus den 70er-Jahren um den Erfolg in Japan zu erklären. 2006 war sie als Filmeditorin für Mehdi Sahebis Dokumentarfilm Zeit des Abschieds tätig. Gemeinsam mit Sahebi führte Domenig 2007 eine Studie zum Wandel der Bestattungskultur in Zürich durch und zeigte den Trend zum Gemeinschaftsgrab auf.
2015 erschien Domenigs Dokumentarfilm Als die Sonne vom Himmel fiel. Wie auch ihre zuvor gedrehten Filme handelt auch dieser von Japan. Der Spielfilm erzählt die Geschichte ihres japanischen Großvaters, der in einem Rotkreuz-Spital die Opfer des Atombombenabwurfs auf die japanische Stadt Hiroshima pflegte. Domenig zeigt, wie Überlebende mit der Katastrophe umgegangen sind und welche Erkenntnisse die Menschheit aus solch einem Ereignis gezogen hat. Vor allem das Atomunglück in Fukushima am 11. März 2011 gab dem Film die ausschlaggebende Richtung. Sowohl die Warnung vor der Gefahr einer atomaren Verstrahlung als auch das Schweigen in der Gesellschaft über die Auswirkungen solcher Katastrophen stehen im Mittelpunkt.
Der Film feierte am 68. Filmfestival Locarno 2015 seine Premiere. In Japan wurde der Film erstmals anlässlich des Hiroshima International Film Festival am 23. November 2015 gezeigt. Als die Sonne vom Himmel fiel wurde unter anderem für den Schweizer Filmpreis in der Kategorie Bester Dokumentarfilm nominiert und gewann eine Auszeichnung für Beste Filmmusik (Marcel Vaid).

## Filmografie (Auswahl)
Als Drehbuchautorin
- 2005: Haru Ichiban (Frühlingssturm)
- 2011: Mürners Universum[10]
- 2015: Als die Sonne vom Himmel[11]

Als Regisseurin
- 1999: Oyakata (Der Lehrmeister)
- 2001: Made Up
- 2002: Je t’aime
- 2004: Hitoritabi (Iio-sans Reise)
- 2005: Haru Ichiban (Frühlingssturm)[11]
- 2007: Bestattungskultur im Wandel[12]
- 2015: Als die Sonne vom Himmel fiel
- 2021: Stille über Fukushima

Als Editorin
- 2005: Haru Ichiban (Frühlingssturm)[10]
- 2006: Zeit des Abschieds[11]
- 2015: Als die Sonne vom Himmel[10]
- 2018: Das Ächzen der Asche[11]

Als Produzentin
- 1999: Oyakata (Der Lehrmeister)

Als Ausführende Produzentin
- 2007: Bestattungskultur im Wandel[12]

## Auszeichnungen
Im Folgenden eine Auswahl der Auszeichnungen.
Oyakata (Der Lehrmeister)
- JVC Student Video Prize, 7th International Festival of Ethnographic Film 2000, London

Je t’aime
- Goldener Drache für einen bemerkenswerten Spielfilm, Schweizerisches Film- und Videofestival Spiez

Haru Ichiban (Frühlingssturm)
- Prix CinéCinéma, Festival Premiers Plans d’Angers 2006

Als die Sonne vom Himmel
- Schweizer Filmpreis 2016 für „Beste Filmmusik“
- Green Image Award 2016, Green Image Film Festival in Tokio
- Prix Mario Ruspoli 2016, Jean Rouch International Film Festival in Paris
- Prix Anthropologie et développement durable 2016, Jean Rouch International Film Festival in Paris
- Horizonte Filmpreis 2016, Fünf Seen Filmfestival
- Fethi Kayaalp Grand Prize – 2nd Prize 2016, Bozcaada International Festival of Ecological Documentary

## Werke
- Aya Domenig: „Cute Heidi“. Zur Rezeption von Heidi in Japan. In: Ernst Halter (Hrsg.): Heidi – Karrieren einer Figur. Offizin Verlag, Zürich 2001, ISBN 978-3-907496-09-1, S. 149–166.